# Посавски партизански одред (БиХ)
Посавски  народноослободилачки партизански (НОП) одред је био партизанска јединица у саставу Народноослободилачке војске и партизанских одреда Југославије током Другог светског рата у Босни и Херцеговини.

## Историјат
Формиран је 16. или 17. септембра 1943. у селу Обудовцу (код Босанског Шамца). После упућивања дела бораца у састав 6. источнобосанске бригаде, јачина Одреда усталила се на око 250 бораца. Оперативно подручје Одреда било је северно од линије Градачац—Модрича. Садејствујући јединицама 17. источнобосанске и 16. војвођанске дивизије, Одред је до краја године, углавном, обезбеђивао слободну територију од правца Брчког, чистио је од заосталих четника и припадника зеленог кадра и вршио мобилизацију нових бораца. До децембра нарастао је на око 700 бораца. У децембру 1943. захваћен зимским операцијама, преживљавао је кризу и део бораца се осуо. У јануару је повратио већи део изгубљене територије, а 18. јануара 1944. поновно је ослободио Градачац и Модрича; Жабари (Пелагићево), Шамац и Орашје ослобођени су почетком фебруара у садејству са јединицама 16. војвођанске дивизије. Почетком фебруара 1944, пошто је од Требавског НОП одреда, чија је главнина прешла у четнике, остао само Муслимански батаљон (130 бораца), његовим прикључивањем Посавском НОП одреду (тада имао 270 бораца, реорганизована у три батаљона) образован је Посавско-требавски НОП одред. Почетком марта 1944. Одред је ушао у састав новоформиране 38. источнобосанске дивизије. Заједно са 18. хрватском источнобосанском бригадом од 14. марта до априла био је придодат 36. војвођанској дивизији. После вишедневних борби, 12. априла, одсечен од осталих јединица, Одред се заједно са 18. хрватском бригадом и позадинским радницима пребацио у средњу Босну, где је у саставу 11. дивизије водио борбе до августа 1944, док се његов 3. батаљон, разбијен у мање групе, одржао у тешким условима, на територији Одреда. У средњој Босни Одред је, углавном, дејствовао према железничкој прузи Добој—Дервента и око Теслића; више пута попуњавао је јединице 18. бригаде, тако да је крајем августа 1944. у састав 38. дивизије у Шековиће дошао са 170 бораца. Почетком септембра поновно је на својој територији, где учествује у ослобођењу Грачанице, Модриче и Сребреника. Одвајање бораца за попуну бригада, свело је Одред 1. октобра на 72 борца, али је већ крајем новембра нарастао на 270 бораца, а крајем године на 340 бораца организованих у три батаљона. Тада је у његов састав укључен и Брчански батаљон. За то време водио је сталне борбе са јединицама немачке 13. СС дивизије, четничког Требавског корпуса и усташког 12. стајаћег здруга: 17. октобра ослободио је Градачац, а 17. новембра на Церику разбио четничку 6. посавску бригаду и 150 усташа из 12. стајаћег здруга. До априла 1945. Одред је, углавном, у рејону Сребреника, Грачанице и Градачца садејствујући јединицама 23. српске дивизије, а потом самостално чистио територију од заосталих четника и усташа; последње борбе, у оквиру операције Влашка Мала, водио је од 19. априла до 25. маја 1945. за уништење усташко-четничке групације код Оџака.